# 吳如孝
吴如孝（?—?），名汝孝。广东嘉应程乡县（今梅州市梅县区）人。太平天国将领。
早年在广州十三行当会计，后前往廣西经商。1851年参加金田起义，左一师帅。隨羅大綱駐守鎮江。升木官正将军。咸丰三年癸丑（1853年）攻克武昌，升木一总制，1858年随陈玉成等攻占庐州。11月参加三河会战，全歼湘军李续宾部。咸丰十一年夏，奉旨救安庆。安庆失陷后引军返回，后封为顾王。癸开十三年二月（1863年3月），与爱王黃崇發出师北江，破清军李世忠营，攻克浦口，再攻占江浦、桥林，後隨襄王刘官芳、辅王杨辅清等在祁门作战。之後事迹不详。 